# Долгих Іван Ілліч
Іван Ілліч Долгих (рос. Иван Ильич Долгих; 1904 , Лівенський повітd, Орловська губернія  — 1 жовтня 1961 ) — генерал-лейтенант, начальник ГУЛАГа (1951—1954). Член ВКП(б) з листопада 1931 р. Депутат Верховної Ради СРСР 3-го скликання.

## Життєпис
Народився в с. Матвеєвка Лівенського повіту Орловської губернії в селянській сім'ї.
У 1918 році закінчив 2-класну школу в с. Здовечу, потім в 1922 році 7 груп школи другого ступеня в с. Лівни.(У 1954 р., вже начальником ГУЛАГ, закінчив Всесоюзний заочний юридичний інститут.)
- Секретар сільради (березень 1920 — грудень 1922) і уповноважений (січень 1923 — грудень 1925) в с. Матвеєвка Кудиновського повіту Орловської губернії.
- конторник місцевкома Союзу залізничників, ст. Червоний Лиман (січень 1926 — березень 1928).

Головний організатор придушення повстання політичних в'язнів у таборі Кенгір в червні 1954 г. На світанку 26 червня у табір, що знаходився протягом 40 днів під контролем повсталих, увійшли 1 700 військовослужбовців і 5 танків Т-34, які давили гусеницями беззбройних людей, в тому числі жінок.

## В органах ОГПУ-НКВД-МВД
- діловод, агент, помічник уповноваженого, уповноважений Економічного відділу Відділення дорожньо-транспортного відділу ОГПУ ст. Червоний Лиман березень 1928—1931;
- уповноважений Економічного відділу Дорожньо-транспортного відділу ОГПУ Південної залізниці 1931 — квітень 1932;
- старший уповноважений Економічного відділу Відділення дорожньо-транспортного відділу ОГПУ ст. Дебальцеве, квітень 1932 — лютий 1934;
- старший уповноважений Економічного відділу Дорожньо-транспортного відділу ОГПУ-НКВД Південної залізниці, Харків 02.1934-06.1935;
- начальник оперпункта Транспортного відділу НКВД, ст. Гребінка Південно-західної залізниці 06.35-1935;
- начальник 2 від-я Транспортного відділу УГБ УНКВД Харківської обл. 1935-07.37;
- начальник 2 від-я Дорожньо-транспортного відділу НКВД Південної залізниці 08.37-04.05.39;
- начальник Дорожньо-транспортного відділу НКВД Амурської залізниці 04.05.39-26.02.41;
- начальник УНКВД Хабаровського краю 26.02.41-31.07.41;
- заст. начальника УНКВД Хабаровського краю 08.41-07.05.43;
- начальник УНКВД-УМВС Хабаровського краю 07.05.43-19.01.49;
- міністр внутрішніх справ Казахської РСР 19.01.49-31.01.51;
- начальник Гулага (МВС СРСР — Міністерство юстиції СРСР — МВС СРСР) 31.01.51-05.10.54;
- член колегії МВС СРСР 05.01.52-11.03.53;
- старший інспектор Контрольної інспекції МВС СРСР 05.05.55-22.02.56;

## Звання
- Лейтенант державної безпеки 23.02.36;
- Старший лейтенант державної безпеки 22.06.39;
- Капітан державної безпеки 01.03.41;
- Майор державної безпеки 03.04.42;
- Полковник державної безпеки 14.02.43;
- Комісар державної безпеки 24.04.43;
- Комісар державної безпеки 3-го рангу 02.07.45;
- Генерал-лейтенант 09.07.45.